# Vườn quốc gia Paanajärvi
Vườn quốc gia Paanajärvi là một vườn quốc gia nằm tại huyện Loukhsky, tây bắc của Cộng hòa Kareliya, tây bắc Nga, gần biên giới với Phần Lan. Được thành lập vào năm 1992, vườn quốc gia này là thành viên của tổ chức PAN Parks.
Vườn quốc gia có diện tích 1.043,71 kilômét vuông (402,98 dặm vuông Anh) của vùng sinh thái Taiga Scandinavi và Nga cùng các hồ, sông ngòi. Bên kia biên giới thuộc Phần Lan là Vườn quốc gia Oulanka.